# Municipio de Richland (condado de Vernon)
El municipio de Richland (en inglés: Richland Township) es un municipio ubicado en el condado de Vernon en el estado estadounidense de Misuri. En el año 2010 tenía una población de 235 habitantes y una densidad poblacional de 2,56 personas por km².

## Geografía
El municipio de Richland se encuentra ubicado en las coordenadas 37°53′36″N 94°33′39″O / 37.89333, -94.56083. Según la Oficina del Censo de los Estados Unidos, el municipio tiene una superficie total de 91.63 km², de la cual 90,58 km² corresponden a tierra firme y (1,14 %) 1,05 km² es agua.

## Demografía
Según el censo de 2010, había 235 personas residiendo en el municipio de Richland. La densidad de población era de 2,56 hab./km². De los 235 habitantes, el municipio de Richland estaba compuesto por el 97,87 % blancos y el 2,13 % eran de una mezcla de razas. Del total de la población el 0,43 % eran hispanos o latinos de cualquier raza.